# ديبي ليندن
ديبي ليندن (بالإنجليزية: Debbie Linden)‏ هي عارضة وممثلة بريطانية، ولدت في 22 فبراير 1961 في غلاسكو في المملكة المتحدة، وتوفيت في 5 نوفمبر 1997 في كينغستون ‏ في المملكة المتحدة.

## وصلات خارجية
- ديبي ليندن على موقع IMDb (الإنجليزية)
- ديبي ليندن على موقع أول موفي (الإنجليزية)
- ديبي ليندن على موقع قاعدة بيانات الأفلام السويدية (السويدية)
- ديبي ليندن على موقع كينوبويسك (الروسية)